# Leonid Nazarienko
Leonid Wasiljewicz Nazarienko, ros. Леонид Васильевич Назаренко (ur. 21 marca 1955 w Gulkiewiczi, w Kraju Krasnodarskim, Rosyjska FSRR) – rosyjski piłkarz, grający na pozycji pomocnika, reprezentant Związku Radzieckiego, trener piłkarski.

## Kariera piłkarska

### Kariera klubowa
Wychowanek Internatu Sportowego w Rostowie nad Donem. W 1973 rozpoczął karierę piłkarską w wojskowej drużynie SKA Rostów nad Donem. W 1976 przeszedł do CSKA Moskwa. Po otrzymaniu latem 1979 roku pęknięcia mięśnia czworogłowego stawu był zmuszony zakończyć swoją karierę piłkarską.

### Kariera reprezentacyjna
10 marca 1976 debiutował w reprezentacji Związku Radzieckiego w spotkaniu towarzyskim z Czechosłowacją zremisowanym 2:2. Łącznie rozegrał 6 meczów i strzelił 4 goli.
W 1976 rozegrał 2 mecze w olimpijskiej reprezentacji ZSRR i strzelił 1 gola.

## Kariera trenerska
Po zakończeniu kariery piłkarskiej rozpoczął pracę trenerską. W latach 1984–1986 prowadził SKA-Chabarowsk. Potem pracował w CSKA Moskwa na stanowisku asystenta pierwszej drużyny oraz głównego trenera drugiej drużyny. Od 1993 prowadził kluby Kubań Krasnodar, MCzS Sielatino i Torpedo-Wiktorija Niżny Nowogród. W 2000 ponownie pomagał trenować CSKA Moskwa. Potem trenował kluby Jertis Pawłodar, Dinamo Machaczkała, Kubań Krasnodar i Spartak-MŻK Riazań. W listopadzie 2007 podpisał kontrakt z Terekiem Grozny. Latem 2008 zmienił klub na Dinamo Briańsk. 21 maja 2009 objął stanowisko głównego trenera Jertisu Pawłodar. 1 grudnia 2009 podpisał kontrakt z klubem Łucz-Eniergija Władywostok, w którym pracował do maja 2010. W lipcu 2011 objął stanowisko głównego trenera Daugavy Dyneburg.

## Sukcesy i odznaczenia

### Sukcesy reprezentacyjne
- brązowy medalista Letnich Igrzysk Olimpijskich: 1976

### Odznaczenia
- tytuł Mistrza Sportu
- tytuł Mistrza Sportu Klasy Międzynarodowej: 1976